# Корженко, Вадим Викторович
Вадим Викторович Корженко (укр. Вадим Вікторович Корженко; 1 июня 1981, Марьяновка — 29 ноября 2023, Днепр) — украинский военнослужащий, подполковник, участник российско-украинской войны. Герой Украины (2024, посмертно).

## Биография
Родился 1 июня 1981 года в селе Марьяновка Овидиопольского района Одесской области. С 2014 года принимал участие в АТО и ООС на востоке Украины. После начала полномасштабного вторжения России в Украину в 2022 году продолжал выполнять боевые задачи. Служил в 54-й отдельной механизированной бригаде имени гетмана Ивана Мазепы.
29 ноября 2023 года Вадим Корженко скончался в больнице от боевого ранения, полученного в результате артиллерийского обстрела на Северском направлении. Он оставил после себя двух сыновей 20 и 13 лет.

## Награды
- Звание «Герой Украины» с удостоением ордена «Золотая Звезда» (6 мая 2024, посмертно) — за личное мужество и героизм, проявленные в защите государственного суверенитета и территориальной целостности Украины, верность военной присяге[1].
- Орден Богдана Хмельницкого I степени (12 октября 2023) — за личное мужество и высокий профессионализм, проявленные в защите государственного суверенитета и территориальной целостности Украины, верность военной присяге[2].
- Орден Богдана Хмельницкого II степени (14 октября 2022) — за личное мужество и высокий профессионализм, проявленные в защите государственного суверенитета и территориальной целостности Украины, верность военной присяге[3].
- Орден Богдана Хмельницкого III степени (14 апреля 2022, посмертно) — за личное мужество и высокий профессионализм, проявленные в защите государственного суверенитета и территориальной целостности Украины, верность военной присяге[4].
- Медаль «За военную службу Украине» (12 октября 2021) — за личное мужество и отвагу, проявленные в защите государственных интересов, укрепление обороноспособности и безопасности Украины[5].
- Крест боевых заслуг (14 февраля 2023) — за личное мужество и самоотверженность, проявленные в защите государственного суверенитета и территориальной целостности Украины, верность военной присяге[6].